# 프란틀 수
프란틀 수(영어: Prandtl number)는 루트비히 프란틀의 이름을 딴 운동량의 퍼짐정도인 점성도과 열확산도의 비를 근사적으로 표현하는 무차원 수로, 다음과 같이 표현된다.
{\displaystyle {\mathit {Pr}}={\frac {\nu }{\alpha }}}
여기서 {\displaystyle \nu }는 동적 점성계수이고, α는 열확산도이다.
Pr의 일반적인 값은 다음과 같다.
- 공기를 비롯한 많은 기체에서는 0.7 정도
- 엔진 오일에서는 100에서 40,000 사이
- R-12 냉각제에서는 4에서 5 사이
- 수은에서는 0.015 정도

수은에서는 열 전도가 대류에 비해 매우 효율적이므로 열적 퍼짐도(열확산도)가 크다. 하지만 엔진 오일에서는 내부에서 교환되는 에너지의 대류가 전도에 비해 매우 효율적이므로 운동량 퍼짐도(점도)가 크게 작용한다.

## 응용
{\displaystyle \mathrm {Pr} ={\frac {\nu }{\alpha }}={{{\mu } \over {\rho }} \over {{k} \over {\rho c_{p}}}}={{\rho c_{p}\mu } \over {k\rho }}={{c_{p}\mu } \over {k}}}
{\displaystyle \nu }: 동점성계수 (SI m2/s)
{\displaystyle \alpha } : 열확산계수 (SI m2/s)
{\displaystyle \mu } : 점도 (SI Pa s = N s/m2)
{\displaystyle k} : 열전도율 (SI  W/m-K)
{\displaystyle c_{p}} : 비열용량 (SI  J/kg-K)
{\displaystyle \rho } : 밀도 (SI kg/m3)
한편
{\displaystyle {{\rho c_{p}\mu } \over {k\rho }}={{\rho c_{p}\nu } \over {k}}}
{\displaystyle \rho c_{p}\,}는 용적열용량(volumetric heat capacity - J/m³·K)
{\displaystyle \nu } 동점성계수
{\displaystyle k} 열전도율

## 같이 보기
- 비뉴튼 유체